# Желтоклювая лазоревая сорока
Желтоклювая лазоревая сорока (лат. Urocissa flavirostris) — вид воробьинообразных птиц из семейства врановых. Образует комплекс видов с толстоклювой лазоревой сорокой и красноклювой лазоревой сорокой.

## Распространение
Обитают на севере Индийского субконтинента (Индия, Непал, Бутан), включая более низкую часть Гималаев. Также есть популяция во Вьетнаме.

## Описание
Длина 66 см, из которых 46 см — длина хвоста, вес — 123-180 г.  Самцы и самки схожи внешне. Голова, шея и грудь у птицы чёрные, с белым пятном на затылке. Нижнее оперение белое, верхнее — пурпурно-синее, на хвосте и крыльях этот эффект выражен ярче.
МСОП присвоил виду охранный статус LC.

## Размножение
Сезон размножения у этих птиц длится с апреля по июль. Данный вид является моногамным, пары которых держатся вместе годами.
Гнездо строят представители обоих полов, хорошо укрытое листвой на ветке дерева. Гнездо — это чашевидное сооружение, построенное из веток и растительных волокон, внутри которого самка откладывает 3-5 яиц. Цвет яиц варьирует от желтоватого до коричневатого, реже голубого с наличием коричневой или красноватой окраски.
Инкубация длится около 17—18 дней и осуществляется только самкой, а самец заботится об охране окрестностей гнезда и поисках пищи для себя и для самки. Птенцов кормят оба родителя